# 古室知也
古室 知也（こむろ ともや、1971年（昭和46年）12月1日 - ）は能楽師（シテ方観世流）で、重要無形文化財総合認定保持者である。

## 概説
1971年（昭和46年）に千葉県市川市で生まれる。三世梅若万三郎に師事。1992年（平成4年）に梅若万三郎家入門、2000年（平成12年）に『経正』にて初シテ。以降、千葉県、東京都など関東近郊で能の普及に努め、曽我物語ゆかりの地・伊東で伊東市文化財史蹟保存会主催の「伊東子どもお能教室」の講師として、能を通じて郷土愛を育む活動の指導にあたっている。公益社団法人能楽協会会員、公益財団法人梅若研能会評議員、一般社団法人復曲能を観る会理事。

## 脚註